# (9410) 1995 BJ1
A (9410) 1995 BJ1 egy kisbolygó a Naprendszerben. Urata Takesi fedezte fel 1995. január 26-án.